# Jan Křtitel Peteani ze Steinbergu

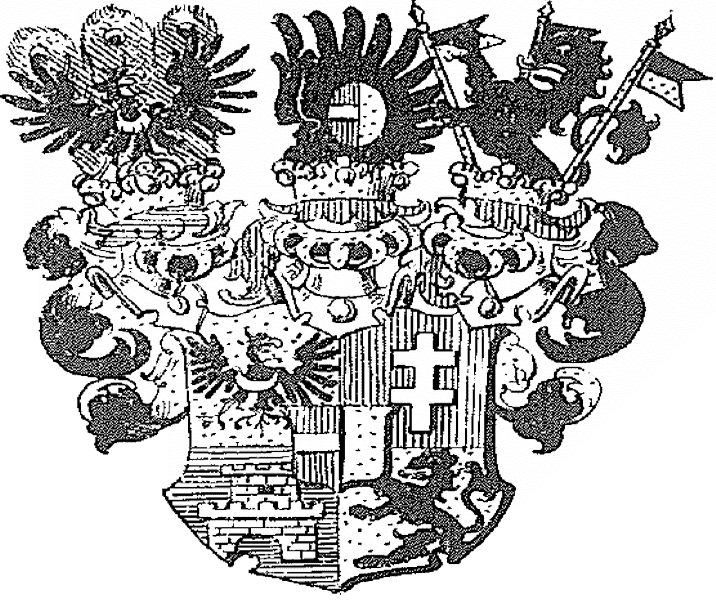
Znak rodiny Peteani von Steinberg po povýšení do baronského stavu (1852)

Jan Křtitel Peteani svobodný pán ze Steinbergu (1783 Farra ve Friaulsku – 28. listopadu 1864 Olomouc) byl římskokatolický kněz (ordinován 1806), olomoucký kanovník (1813) a v letech 1814 až 1824 byl proboštem kroměřížské kapituly. V letech (1837-1864) se stal děkan olomoucké kapituly a v roce 1844 děkanem teologické fakulty v Olomouci. Do stavu svobodných pánů byl povýšen roku 1852 a v roce 1856 byl tento šlechtický stupeň postoupen i jeho synovci nadporučíkovi Ferdinandovi.